# Lethrus potanini
Lethrus potanini är en skalbaggsart som beskrevs av Jakovlev 1890. Lethrus potanini ingår i släktet Lethrus och familjen tordyvlar. Inga underarter finns listade i Catalogue of Life.